# José F. A. Oliver
José F. A. Oliver (20 de juliol de 1961 a Hausach, Alemanya) és un escriptor en llengua alemanya. Fill d'immigrants andalusos, va néixer el 1961 a Hausach, Selva Negra, i va estudiar Filologia romànica, Filologia alemanya i Filosofia a la Universitat de Friburg. El 1987 va publicar Aufbruch, el seu primer llibre de poemes. Des de llavors, ha escrit nombrosos llibres de poesia. Des del 2000, les seves obres es publiquen a la prestigiosa editorial Suhrkamp Verlag: fernlautmetz (2000), Nachtrandspuren (2002),finnischer wintervorrat (2005), unterschlupf (2006) ifahrtenschreiber (2010). És autor de l'assaig Mein andalusisches Schwarzwalddorf («El meu poble andalús de la Selva Negra», 2007).
Oliver ha rebut nombroses beques, com la beca literària de la Fundació d'art de Baden-Württemberg (1989), la beca del Literarisches Colloquium Berlin (1994) i la beca de la Fundació Kurt Tucholsky a Hamburg (1996/1997), una beca a la Vila Waldberta de Múnic (2000) i una a l'Acadèmia Cultural Tarabya a Istanbul (2013). Ha estat escriptor resident a Dresden (2001), al Caire (2004) i al MIT – Cambridge dels Estats Units (2002), on també va ser catedràtic convidat. El 2007, Oliver va treballar com a catedràtic convidat a la Universitat Tècnica de Dresden i va ensenyar poesia al Centre Internacional de Recerca de Literatura Chamisso (IFC) de l'Institut d'Alemany com a llengua estrangera de la Universitat de Múnic. Ha rebut els premis Adelbert von Chamisso (1997), el premi cultural de Baden-Württemberg (2007), el Thaddäus Troll (2009), el Joachim Ringelnatz (2012) i el Premi de poesia Basler Lyrikpreis (2015).
Oliver ha dut a terme tallers d'escriptura per a nens i adolescents al Literaturhaus Stuttgart i des del 1998 és secretari general del festival de literatura Hausacher LeseLenz.
Oliver fou del 2022 al 2024 president del Pen Zentrum Deutschland. El 2025 va ser nominat per un any Escriptor de Bergen-Enkheim.

## Guardons
- 1989 Beca de la Kunststiftung Baden-Württemberg
- 1994 Beca de residència (Aufenthaltsstipendium) del Col·loqui literari de Berlín
- 1996 Beca de la Kurt-Tucholsky-Stiftung
- 1997 Premi Adelbert-von-Chamisso-Preis
- 2001 Escrivà de Dresden (Dresdner Stadtschreiber)
- 2004 Escrivà del Caire
- 2007 Premi cultural de Baden-Württemberg (Kulturpreis Baden-Württemberg) (Premi principal)
- 2009 Premi Thaddäus-Troll-Preis
- 2012 Premi Joachim-Ringelnatz-Preis (Premi de promoció dels joves poetes)
- 2013 Beca de l'Acadèmica cultural Tarabya d'Istanbul
- 2015 Premi de poesia lírica de Basilea (Basler Lyrikpreis)[4]
- 2016 Agraïment Hebel (Hebeldank) del Hebelbund de Lörrach
- 2019 Càtedra Liliencron (Liliencron-Dozentur) per a poesia lírica[5]
- 2021 Premi Heinrich-Böll-Preis[6]
- 2021 Ciutadà honorari de la ciutat de Hausach
- 2022 Creu Federal del Mèrit en banda (Bundesverdienstkreuz am Bande)

## Obres
- Auf-Bruch. Berlin 1987, ISBN 3-923446-17-9.
- Heimatt und andere fossile Träume. Berlin 1989, ISBN 3-923446-50-0.
- Vater unser in Lima. Tübingen 1991, ISBN 3-87324-106-4.
- Weil ich dieses Land liebe. Berlin 1991, ISBN 3-923446-94-2.
- Gastling. Berlin 1993, ISBN 3-86093-034-6.
- Austernfischer, Marinero, Vogelfrau. Berlin 1997, ISBN 3-86093-136-9.
- Duende. Gutach 1997, ISBN 3-9804636-3-X.
- Hausacher Narren-Codex. Hausach 1998, ISBN 3-00-002334-8.
- Fernlautmetz. Frankfurt am Main 2000, ISBN 3-518-12212-6.
- nachtrandspuren. Frankfurt am Main 2002, ISBN 3-518-12307-6.
- finnischer wintervorrat. Frankfurt am Main 2005, ISBN 3-518-12397-1.
- unterschlupf. Frankfurt am Main 2006, ISBN 3-518-41817-3.
- Mein andalusisches Schwarzwalddorf. Frankfurt am Main 2007, ISBN 978-3-518-12487-1.
- fahrtenschreiber. Berlin 2010, ISBN 978-3-518-12604-2.
- Lyrisches Schreiben im Unterricht. Vom Wort in die Verdichtung. Seelze 2013, ISBN 978-3-7800-4963-6.
- Fremdenzimmer. Frankfurt am Main 2015, ISBN 978-3-86337-075-6.
- Gastling. Neuauflage. Berlin 2015, ISBN 978-3-89930-034-5.
- HEIMATT: Frühe Gedichte. Auswahl. Berlin 2015, ISBN 978-3-89930-031-4.
- 21 Gedichte aus Istanbul 4 Briefe & 10 Fotow:orte. Berlin 2016, ISBN 978-3-95757-283-7.
- wundgewähr. Berlin 2018, ISBN 978-3-95757-565-4.
- zum Bleiben, wie zum Wandern – Hölderlin, theurer Freund. (mit Mikael Vogel) Frankfurt 2020, ISBN 978-3-89930-193-9.

## Traduccions
- Federico García Lorca: sorpresa, unverhofft. Ausgewählte Gedichte 1918–1921. Berlin 2015, ISBN 978-3-902871-64-0.
- Ilia Troiànov: verwurzelt in Stein. Gedichte. Heidelberg 2017, ISBN 978-3-88423-575-1. (anglès, alemany)

## Editor
- Grenzüberschreitende Literatur. Hannover 1992.
- Verse in Madrid. Madrid 1999.
- Ich schneide die Zeit aus. Hausach 2001.
- nachtspuren. Frankfurt am Main 2002.
- Nachbarnah. Hausach 2004.

## Links exteriors
- Pàgina web d'en José F.A. Oliver